# Мустафа Шентоп
Мустафа Шентоп (на турски: Mustafa Şentop) е турски политик от Партията на справедливостта и развитието. От 24 февруари 2019 г. изпълнява длъжността председател на Великото национално събрание.

## Биография
Мустафа Шентоп е роден на 6 август 1968 г. в Родосто, Турция. Завършва Юридическия факултет на Истанбулския университет, а по-късно получава магистърска и докторска степен в областта на публичното право в Университета Мармара. През 1993 г. постъпва на работа в Юридическия факултет на университета Мармара, като научен сътрудник. През 2002 г. получава докторска степен, през 2005 г. става доцент, а през 2011 г. професор. Изнася бакалавърски и следдипломни лекции и в други университети. Заема няколко административни функции в университета Мармара. Още от университетските си години той работи като писател и редактор в различни списания и е член на редакционния съвет на академични списания и редактор на препоръчани списания. Бил е председател на Истанбулския клон на Центъра за икономически и социални изследвания (ESAM).

### Политическа дейност
На парламентарните избори през 2011 г. е избран за депутат във Великото национално събрание от Партията на справедливостта и развитието. На четвъртия конгрес на партията, проведен на 30 септември 2012 г., Шентоп е избран за член на ЦИК от партията и е назначен за заместник-председател, отговарящ за предизборната кампания. На парламентарните избори през юни 2015 г. е избран отново за депутат от ПСР. На 24 февруари 2019 г. е избран за председател на Великото национално събрание.